# Mayowa Nicholas
Mayowa Nicholas (Lagos, 22 maggio 1998) è una modella nigeriana. È la prima modella nigeriana a diventare testimonial di Dolce & Gabbana, Yves Saint Laurent e Calvin Klein.

## Carriera
Mayowa Nicholas è stata finalista del concorso Elite Model Look 2014 insieme alla modella italiana Greta Varlese.
Nel 2015 ha sfilato per Balmain, Balenciaga, Calvin Klein, Kenzo, Hermès e Acne Studios, tra gli altri. In seguito ha lavorato con stilisti di alto profilo come Prada, Miu Miu, Versace, Chanel, Michael Kors e Oscar de la Renta, e ha recitato in uno spot pubblicitario di Dolce & Gabbana.
Avrebbe dovuto debuttare al Victoria's Secret Fashion Show del 2017, ma alcuni giorni prima dello spettacolo il suo visto per la Cina è stato rifiutato insieme a quello di diversi modelli russi e ucraini, impedendo loro così di partecipare alla sfilata. Ha debuttato tuttavia al medesimo show l'anno successivo.
Fa parte della "Top 50" di Models.com.